# Жарликоль
Жарлико́ль (каз. Жарлыкөл) — село у складі Цілиноградського району Акмолинської області Казахстану. Входить до складу Жарликольського сільського округу.
Населення — 868 осіб (2021; 893 у 2009, 966 у 1999, 966 у 1989).
Національний склад станом на 1989 рік:
- німці — 100 %.

До 2018 року село називалось Красноярка.